# Jean Tragodara
Jean Carlos Tragodara Gálvez (Lima, 16 de diciembre de 1985) es un futbolista peruano. Juega como mediocentro y actualmente está sin equipo. Tiene 39 años.

## Trayectoria
Comenzó su carrera en las divisiones menores de Universitario. Pasó a integrar como jugador del Unión de Campeones (equipo B de  Universitario) para la segunda división 2004. En el 2005 fue prestado al Sport Áncash y en el 2007 regresó a La U. 

### Universitario de Deportes
Su primer partido oficial lo disputó el domingo 22 de julio de 2007 ante Cienciano, Tragodara jugó 25 partidos por Universitario, participó con Universitario en la Copa Sudamericana 2007.
En el 2008 gana el Torneo Apertura siendo dirigido por Ricardo Gareca debido a la poca continuidad a mediados de ese año firma por el Atlético Minero de Matucana.
Jugó por el Inti Gas de Ayacucho donde tuvo una de sus mejores temporadas, en el 2009 fue considerado como uno de los mejores mediocampistas del Campeonato Descentralizado 2009.

### Alianza Lima
Luego fue fichado por Alianza Lima para la temporada 2010. Además disputó una gran Copa Libertadores 2010 con el mismo equipo, siendo uno de los principales baluartes. Ese 2010 en el torneo local en el mediocampo fue titular indiscutible junto al paraguayo Edgar Gonzáles jugando así 28 partidos por lo que fue llamado a la selección. 

### Once Caldas
En septiembre de 2011, arregló contrato a préstamo con el Once Caldas de Colombia hasta diciembre de 2012, sin embargo; no pasó los exámenes médicos pues estaba lesionado. Pese a esto, Alianza Lima negoció la estadía de Tragodara en el club colombiano hasta su recuperación. A inicios de 2012, Tragodara se recuperó de su lesión y debutó oficialmente con el Once Caldas en la primera jornada del Torneo Apertura 2012 frente al Real Cartagena. En el equipo de manizales jugó al lado de Dayro Moreno.
En el 2014 llega al UTC de Cajamarca donde fue habitual titular, además de disputar la Copa Sudamericana 2014.
En 2015 descendió con León de Huánuco. Al año siguiente volvió a descender con Defensor La Bocana jugando 35 partidos y anotando 2 goles, sin embargo su buena campaña en Sechura hizo que fiche por Comerciantes Unidos para jugar así la Copa Conmebol Sudamericana 2017.

## Selección nacional
Debutó el 4 de septiembre de 2010 ante la selección de Canadá, ingresando en el segundo tiempo con el número once marcando un gol. El partido terminó con victoria peruana por dos goles a cero.
| \| PJ \| Fecha \| Ciudad \| Oponente \| Resultado \| Competición \| Goles \| \| -- \| ---------- \| --------------- \| ---------- \| --------- \| ----------- \| ----- \| \| 1. \| 04-09-2010 \| Toronto \| Canadá \| 2–0 \| Amistoso \| 1 \| \| 2. \| 07-09-2010 \| Fort Lauderdale \| Jamaica \| 2–1 \| Amistoso \| 0 \| \| 3. \| 08-10-2010 \| Lima \| Costa Rica \| 2–0 \| Amistoso \| 0 \| \| 4. \| 12-10-2010 \| Panamá \| Panamá \| 0–1 \| Amistoso \| 0 \| \| 5. \| 17-11-2010 \| Bogotá \| Colombia \| 1–1 \| Amistoso \| 0 \| \| 6. \| 08-02-2011 \| Moquegua \| Panamá \| 1–0 \| Amistoso \| 0 \| \| 7. \| 29-03-2011 \| La Haya \| Ecuador \| 0–0 \| Amistoso \| 0 \| |            |                 |            |           |             |       |
| PJ | Fecha      | Ciudad          | Oponente   | Resultado | Competición | Goles |
| 1. | 04-09-2010 | Toronto         | Canadá     | 2–0       | Amistoso    | 1     |
| 2. | 07-09-2010 | Fort Lauderdale | Jamaica    | 2–1       | Amistoso    | 0     |
| 3. | 08-10-2010 | Lima            | Costa Rica | 2–0       | Amistoso    | 0     |
| 4. | 12-10-2010 | Panamá          | Panamá     | 0–1       | Amistoso    | 0     |
| 5. | 17-11-2010 | Bogotá          | Colombia   | 1–1       | Amistoso    | 0     |
| 6. | 08-02-2011 | Moquegua        | Panamá     | 1–0       | Amistoso    | 0     |
| 7. | 29-03-2011 | La Haya         | Ecuador    | 0–0       | Amistoso    | 0     |

## Clubes
| Club                       | País     | Año         |
| -------------------------- | -------- | ----------- |
| Universitario de Deportes  | Perú     | 2003        |
| Unión de Campeones         | Perú     | 2004        |
| Universitario de Deportes  | Perú     | 2005        |
| Sport Áncash               | Perú     | 2005-2007   |
| Universitario de Deportes  | Perú     | 2007-2008   |
| Atlético Minero            | Perú     | 2008        |
| Inti Gas                   | Perú     | 2009        |
| Alianza Lima               | Perú     | 2010-2011   |
| Once Caldas                | Colombia | 2011-2012   |
| Inti Gas                   | Perú     | 2012        |
| Universidad César Vallejo  | Perú     | 2013        |
| Univ. Técnica de Cajamarca | Perú     | 2014        |
| León de Huánuco            | Perú     | 2015        |
| Defensor La Bocana         | Perú     | 2016        |
| Comerciantes Unidos        | Perú     | 2017        |
| Real Garcilaso             | Perú     | 2018        |
| Sport Boys                 | Perú     | 2019 - 2020 |
| Atlético Grau              | Perú     | 2021        |
| Ecosem Pasco               | Perú     | 2024        |

## Palmarés
| Título          | Club                      | País | Año  |
| --------------- | ------------------------- | ---- | ---- |
| Torneo Apertura | Universitario de Deportes | Perú | 2008 |
| Liga 2          | Atlético Grau             | Perú | 2021 |

### Distinciones individuales
| Distinción                                                                                            | Año  |
| --- | ---- |
| Incluido en el equipo ideal del Campeonato Descentralizado según el portal periodístico DeChalaca.com | 2009 |